# Tofte Glacier
Tofte Glacier är en glaciär i Antarktis. Den ligger i Västantarktis. Inget land gör anspråk på området. Tofte Glacier ligger 272 meter över havet.
Terrängen runt Tofte Glacier är varierad. Havet är nära Tofte Glacier åt nordväst. Trakten är obefolkad. Det finns inga samhällen i närheten.